# جيروذ أبيض الحنجرة
جيروذ أبيض الحنجرة (الاسم العلمي:Neotoma albigula) هي نوع من الحيوانات تتبع جنس الجيروذ من فصيلة الفأرية.